# Ограда ансамбля Большого дворца Ораниенбаума
Ограда ансамбля Большого дворца Ораниенбаума — памятник архитектуры. Ограда проходит по периметру Нижнего сада.
Первая ограда была построена одновременно с Большим дворцом и состояла из зелёных деревянных трельяжных решёток, на которых были установлены выкрашенные белой краской некие «токарные штуки»; в ограде были сделаны ворота со стороны канала, они также были сделаны из трельяжной решётки.
В 1750—1777 годах ограду сада перестроили по проекту Растрелли, который поставил поочерёдно высокие и низкие каменные столбы с деревянными решётками между ними; последними заменили на каменные деревянные ограды с западной и восточной границы сада. Ограда в созданном Растрелли общем виде сохранилась до сих пор с изменением украшений.
Столбы ограды рустованные, со стороны залива украшены заглублёнными филёнками. В ограде четверо ворот по сторонам света. У ворот криволинейный абрис, столбы-пилоны монументального вида с волютами, пилястрами и разорванными фронтонами.
В 1751 году на столбах и пилонах ворот стояли деревянные бюсты и арматура, изготовленные И. Шталмеером. Согласно гравюре М. Махаева, в 1761 году на главных воротах стояли фигуры Марса и Минервы, западные и восточные ворота были украшены восемью алебастровыми вазами.
В 1803—1804 году купец Семён Шпилев участвовал в обновлении ограды; в его контракте значилось сохранение «манера» сооружения. В 1911—1912 годах стоявшая между каменными пилонами ограды деревянная решётка была заменена на металлическую, а выточенные из дерева вазы, бюсты и арматуру заменили на шары. Шары установлены на венчающих столбы колпаках; и колпаки, и шары сделаны из листового железа. Звенья решётки составлены из металлических прутьев в виде копий разной высоты, составляющих дугу.